# Едуард Далингридж
Сър Едуард Далингридж (на английски: Edward Dalyngrigge) е английски рицар от 14 век, построил живописния замък Бодиам в Източен Съсекс.
Воюва по време на Стогодишната война и помага на Ричард II в потушаването на Селското въстание през 1381 г. Обявен е за графски рицар на Съсекс, което го прави един от най-влиятелните хора в графството.